# Barbare (film, 2022)
Pour les articles homonymes, voir Barbare et Barbarian.
Pour plus de détails, voir Fiche technique et Distribution.
Barbare (Barbarian) est un thriller d'horreur américain écrit et réalisé par Zach Cregger, sorti en 2022. Il est produit par Arnon Milchan, Roy Lee, Raphael Margules et J.D. Lifshitz. Il met notamment en scène Georgina Campbell, Bill Skarsgård et Justin Long.
Barbare a été dévoilé au San Diego Comic-Con le 22 juillet 2022 et est sorti au cinéma le 9 septembre 2022 aux États-Unis. Il est sorti le 26 octobre 2022 sur Disney+ en France.

## Synopsis
En visite à Détroit pour un entretien d'embauche, Tess Marshall loue une maison reculée dans le quartier insalubre de Brightmoor à Détroit. Cependant, quand elle arrive à la maison, Tess découvre que Keith, un jeune homme, a loué la maison aux mêmes horaires qu'elle. D'abord nerveuse, elle finit par s'attendrir et accepte de passer la nuit dans la maison.
Le lendemain matin, Keith part pour la journée et Tess se rend à son entretien d'embauche. En rentrant à la maison, elle est poursuivie par un sans-abri qui lui hurle de partir. Elle s'aventure dans la cave où elle reste enfermée et découvre un mystérieux couloir caché.
Au bout du couloir, Tess découvre une pièce avec une caméra, un matelas sale et des empreintes de main ensanglantées. Tess tente de s'enfuir mais reste enfermée dans la cave jusqu'à ce que Keith la libère. Tess raconte ce qu'elle a vu à Keith et il part investiguer. Quand il ne revient pas, Tess descend dans la cave et découvre que le couloir mène à un tunnel souterrain d'où elle entend les cris de détresse de Keith. Elle entre dans le tunnel et retrouve Keith, où les deux locataires sont attaqués par une femme nue et déformée qui tue brutalement Keith.
Quelque temps plus tard, AJ Gilbride, un acteur, apprend qu'il est viré de son rôle dans une série télévisée à la suite d'accusations de viol. Devant vendre ses effets personnels pour payer ses frais de justice, AJ se rend dans un bien locatif qu'il possède à Détroit, qui n'est autre que la maison louée par Tess et Keith. En sortant voir un de ses amis ce soir-là, il semble laisser entendre que le rapport sexuel n'était pas consenti. Le lendemain, AJ inspecte sa maison et finit par découvrir le tunnel souterrain, où il est attaqué par l'étrange femme et enfermé dans un trou avec Tess, qui lui explique que la femme, qu'elle appelle « la Mère », veut qu'ils agissent comme des enfants.
Quand AJ refuse de boire au biberon offert par la Mère, elle l'emmène dans une autre pièce pour lui donner le sein de force. Tess parvient à sortir du trou et s'échappe de la maison en brisant la fenêtre de la cave. Elle finit par trouver une station-essence et appelle la police. Malgré le manque d'action de la police, elle parvient à les convaincre de l'accompagner jusqu'à la maison, mais avant qu'ils ne puissent investiguer, ils sont appelés sur une autre affaire et pense que le comportement de Tess est lié à la consommation de stupéfiants.
Un flashback montre le propriétaire originel de la maison, Frank, qui, dans les années 1980, sous le régime politique de Reagan, enlevait des femmes et les gardait captives dans le tunnel. Il utilisait la chambre cachée pour se filmer en train de les violer, puis élevait les enfants de ses viols. De retour dans le présent, AJ découvre Frank, décati, qui vit plus profondément dans le tunnel. Pensant d'abord qu'il s'agit d'une autre victime de la Mère, AJ rassure Frank en disant que la police va arriver. Alors qu'AJ découvre les cassettes vidéo, Frank sort un revolver caché et se suicide. AJ s'enfuit avec le revolver tandis que la Mère quitte la maison pour retrouver Tess. Cette dernière fonce avec sa voiture sur la Mère et croit l'avoir tuée. Tess retourne dans la cave pour secourir AJ, qui lui tire dessus accidentellement mais ne fait que la blesser sans trop de gravité. Ensuite ils s'échappent de la maison et trouvent refuge auprès d'André, le sans-abri qui avait poursuivi Tess.
Ce dernier lui explique que la Mère est le résultat de l'inceste multigénérationnel de Frank. La Mère, qui n'est pas morte, bien que  Tess lui ait foncé dessus avec sa voiture, les retrouve et tue André avant de poursuivre Tess et AJ en haut d'un château d'eau. AJ pousse Tess en bas du château d'eau dans l'espoir de se sauver et la Mère saute dans le vide pour sauver Tess de sa chute. Alors qu'AJ tente d'expliquer ses actions à Tess, la Mère se relève et le tue. Elle tente ensuite de réconforter Tess et veut la ramener à la maison, mais Tess la tue d'un tir de revolver avant de partir au lever du soleil.

## Fiche technique
Sauf indication contraire, les informations mentionnées dans cette section peuvent être confirmées par la base de données cinématographiques IMDb,  présente dans la section « Liens externes ».
- Titre original : Barbarian
- Titre français : Barbare
- Réalisation et scénario : Zach Cregger
- Musique : Anna Drubich
- Décors : Rossitsa Bakeva
- Costumes : Kiril Naumov
- Photographie : Zach Kuperstein
- Montage : Joe Murphy
- Production : Roy Lee, J.D. Lifshitz, Raphael Margules et Arnon Milchan
- Production déléguée : Danny Chan, Alex Lebovici, Natalie Lehmann, Yariv Milchan, Michael Schaefer et Bill Skarsgård
- Sociétés de production :  Regency Enterprises, Almost Never Films, Hammerstone Studios et Boulderlight Pictures
- Société de distribution : 20th Century Studios
- Budget : 4 millions de dollars[1]
- Pays de production :  États-Unis
- Langue originale : anglais
- Format : couleur - 1,85:1
- Genres : horreur, thriller
- Durée : 102 minutes
- Dates de sortie :
  - États-Unis : 22 juillet 2022 (avant-première au San Diego Comic-Con)[2] ; 9 septembre 2022 (sortie nationale)
  - Québec : 9 septembre 2022[3]
  - France : 26 octobre 2022 (Disney+)[4]
- Classification :
  - États-Unis : R (interdit aux moins de 17 ans non accompagné)
  - France : Interdit aux moins de 16 ans à la télévision

## Distribution
- Georgina Campbell (VF : Fily Keita) : Tess
- Bill Skarsgård (VF : Antoine Schoumsky) : Keith
- Justin Long (VF : Taric Mehani) : A.J.
- Matthew Patrick Davis : la Mère
- Richard Brake (VF : Jérôme Pauwels) : Frank
- Kurt Braunohler (VF : Mathieu Buscatto) : Doug
- Jaymes Butler (VF : Olivier Cordina) : Andre
- J. R. Esposito : Jeff
- Rachel Fowler : Meg
- Kate Nichols : Catherine
- Kate Bosworth : Melisa (voix)
- Sophie Sörensen (VF : Joy Feldman) : Bonnie Zane
- Brooke Dillman : la mère d'A. J.
- Sara Paxton (VF : Jessica Jaouiche) : Megan (voix) / une assistante / la voix sur la vidéo de l'allaitement
- Will Greenberg : Robert
- Derek Morse : l'agent 1
- Trevor Van Uden : l'agent 2
- Zach Cregger : Everett
- Kalina Stancheva : une jeune femme
- Devina Vassileva : la gestionnaire adjoint immobilier
- Julian Stanishkov : l'employé de la station-service

Doublage
- Studio : Dubbing Brothers
- Direction artistique : Emmanuel Jacomy
- Adaptation : Nadine Giraud

 Source et légende : version française (VF) sur RS Doublage et carton de doublage sur Disney+

## Production

### Genèse et développement
Zach Cregger s'est inspiré du livre The Gift of Fear de Gavin de Becker, tiré d'une histoire vraie, invoquant un texte qui encourage les femmes à faire confiance à leur intuition et ne pas ignorer les signaux d'alerte subconscients liés à leurs rapports quotidiens avec les hommes. Il s'est mis à écrire une histoire de trente pages : « Je voulais écrire une scène amusante, rien que pour moi, et ça a fini par m'accrocher sans savoir où cela me menait, puis c'est devenu un film ».

### Tournage
Le tournage a lieu à Sofia, en Bulgarie, ainsi qu'à Détroit, au Michigan, dans le quartier de Brightmoor pour les environs extérieurs,.

### Musique
En juin 2022, on apprend qu'Anna Drubich va composer la musique du film.

## Accueil

### Festival et sorties
Barbarian devait sortir le 31 août 2022 dans les salles américaines. Le 11 juillet de la même année, on annonce un changement de date  : il sort finalement le 9 septembre prochain par 20th Century Studios. Il est projeté en avant-première au festival San Diego Comic-Con, le 22 juillet 2022, avec un accueil critique fort positif,.
En France, il sort en vidéo à la demande sur Disney+, le 26 octobre 2022.

### Box-office
Lors de sa sortie, le 9 septembre 2022, Barbarian compte 36,5 millions de dollars aux États-Unis et au Canada, ainsi que 1,7 million de dollars dans autres territoires, pour un total de 38,2 millions de dollars.